# Яр (Тюменский район)
Яр — село Тюменского района Тюменской области. Относится к Ембаевскому муниципальному образованию.

## География
Село находится на юго-западе Тюменской области, в пределах юго-западной части Западно-Сибирской низменности, на правом берегу реки Туры, на расстоянии примерно 7 километров (по прямой) к востоку от города Тюмени, административного центра области и района.

### Климат
Климат резко континентальный, с холодной продолжительной зимой и тёплым относительно коротким летом. Среднегодовая температура — 0,7 °C. Средняя температура воздуха самого холодного месяца (января) — −17,2 °C (абсолютный минимум — −46 °C); самого тёплого месяца (июля) — 17,8 °C (абсолютный максимум — 39 °С). Безморозный период длится 121 день. Среднегодовое количество атмосферных осадков составляет 470 мм, из которых 365 мм выпадает в тёплый период. Продолжительность залегания снежного покрова составляет в среднем 151 день.

## История
До 1917 года являлось центром Яровской волости Тюменского уезда Тобольской губернии. По данным на 1926 год состояло из 185 хозяйств. В административном отношении являлось центром Яровского сельсовета Тюменского района Тюменского округа Уральской области.

## Население
| 2002 | 2010  |
| ---- | ----- |
| 1718 | ↗1809 |

По данным переписи 1926 года, в селе проживали 859 человек (418 мужчин и 441 женщина), все русские.
Согласно результатам переписи 2002 года, русские составили 88 % населения из 1718 человек.